# Phetchabun flygplats
Phetchabun flygplats (thai: ท่าอากาศยานเพชรบูรณ์) (IATA: PHY, ICAO: VTPB) är en regional flygplats i distriktet Lom Sak i provinsen Phetchabun i norra regionen Thailand. 

## Historik
Phetchabun flygplats invigdes den 8 april 2000 och ägs och drivs av den thailändska staten. Flygplatsen saknar dock reguljär trafik.